# Lallemandana zimmermani
Lallemandana zimmermani är en insektsart som beskrevs av Metcalf 1950. Lallemandana zimmermani ingår i släktet Lallemandana och familjen spottstritar. Inga underarter finns listade i Catalogue of Life.